# اوکسر
اوکسر، روستایی از توابع بخش مرکزی شهرستان بابلسر در استان مازندران ایران است.

## جمعیت
این روستا در دهستان ساحلی قرار داشته و براساس آخرین سرشماری مرکز آمار ایران که در سال ۱۳۸۵ صورت گرفته، جمعیت آن ۲۴۶نفر (۶۷خانوار) بوده‌است.